# أدريان آدامز
أدريان آدامز (بالإنجليزية: Adrienne Adams)‏ هي رسامة توضيحية وفنانة أمريكية، ولدت في 10 فبراير 1906 في فورت سميث في الولايات المتحدة، وتوفيت في 3 ديسمبر 2002.